# Gerd Depenbrock
Gerd Depenbrock (* 13. März 1949 in Oberhausen) ist ein deutscher Journalist. Von 1973 bis 2012 arbeitete er als Hörfunkredakteur und -moderator für den Westdeutschen Rundfunk (WDR) in Köln, Bonn und Berlin und war eine der prominenten Stimmen des Senders.

## Biographie
Nach dem Studium der Germanistik und Geographie (Staatsexamen) promovierte Gerd Depenbrock im Fach Publizistik und Kommunikationswissenschaft an der Ruhr-Universität Bochum mit einer Arbeit über „Journalismus, Wissenschaft und Hochschule“ zum Dr. phil. Beim Westdeutschen Rundfunk begann Gerd Depenbrock 1973 zunächst als Redakteur in der Hörfunkredaktion der populären Sendung Das Mittagsmagazin. Später moderierte er die Sendungen Zwischen Rhein und Weser und Das Mittagsmagazin. 1983 wechselte Gerd Depenbrock als politischer Korrespondent des WDR in das Hörfunkstudio Bonn, 1989 wurde er dort Chef vom Dienst und stellvertretender Studioleiter. 1998 wurde Gerd Depenbrock Leiter der WDR-Hörfunkstudios in Bonn (bis 2002) und Berlin (bis 2012).
Gerd Depenbrock wurde für seine Berichterstattung auf dem Gebiet der Energie- und Umweltpolitik ausgezeichnet. Er ist zudem Verfasser verschiedener wissenschaftlicher Veröffentlichungen sowie journalistischer Beiträge in Zeitungen und Fachzeitschriften. Von 2004 bis 2019 war Gerd Depenbrock Vorsitzender des Deutschen Presseclubs e. V. Seit 2019 ist er Vorstandsmitglied und Schatzmeister, von 2022 bis 2023 erneut Vorsitzender, seit März 2023 wieder Vorstandsmitglied und Schatzmeister.